# Finnveden Nu
Finnveden Nu är en gratis nyhetstidning som utkommer i Värnamo kommun, Gislaveds kommun, Gnosjö kommun och Vaggeryds kommun varje onsdag. Tidningen har funnits sedan oktober 2003 och har en upplaga på 42 000 exemplar. Finnveden Nu ägs av Hall Media. 